# Smolnyklooster

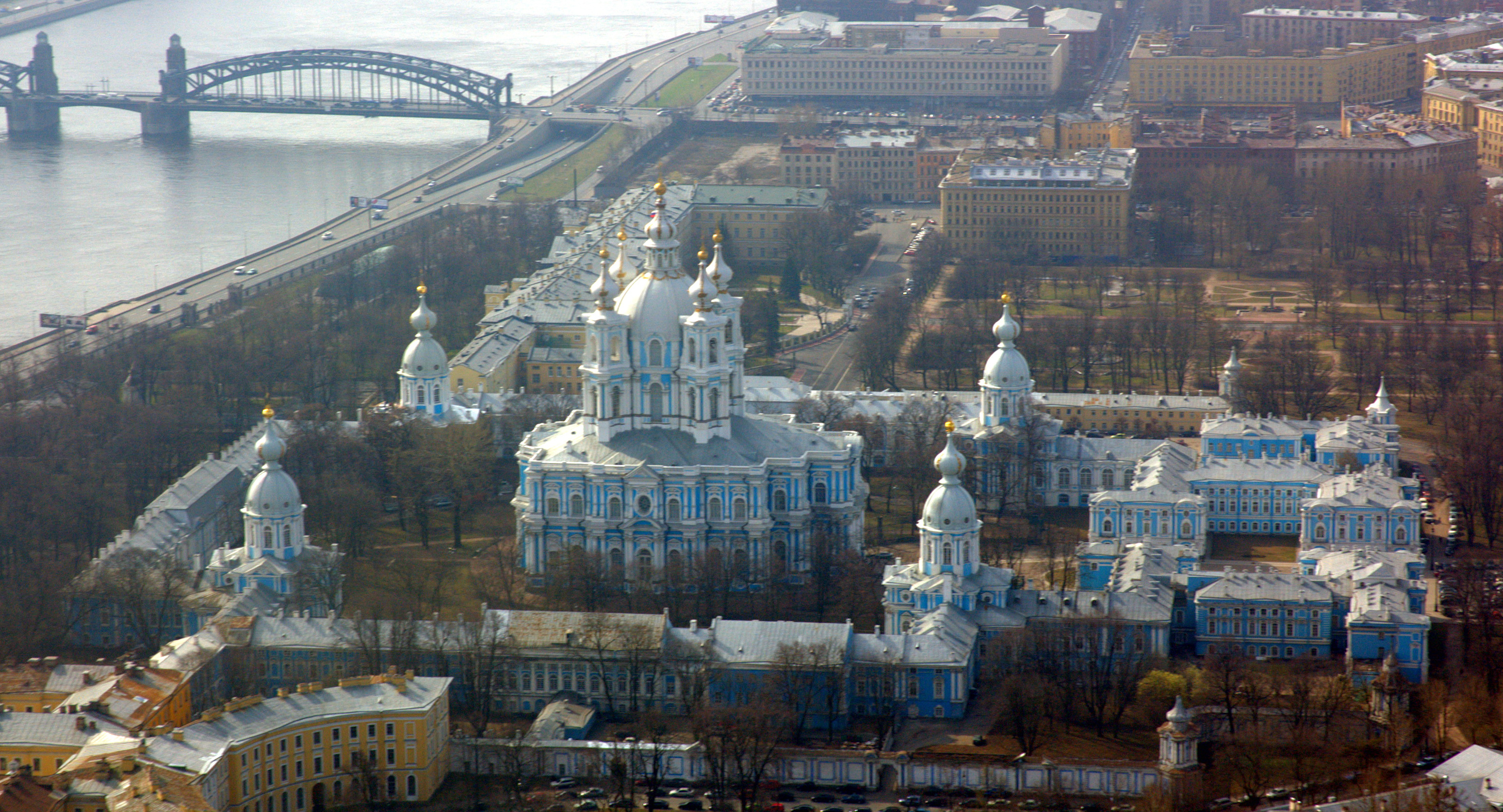
Luchtfoto van het Smolnyklooster

Het Smolnyklooster met de Verrijzeniskathedraal is een 18e-eeuws Russisch-orthodox complex gelegen aan de oever van de rivier de Neva in Sint-Petersburg. Het barokke geheel bestaande uit een kathedraal (sobor) en een gebouwencomplex eromheen, oorspronkelijk bedoeld als klooster, is ontworpen door Bartolomeo Rastrelli.  

## Geschiedenis
De bouw gebeurde in opdracht van Elizabeth, de dochter van tsaar Peter de Grote. Nadat haar de troonsopvolging was geweigerd, koos ze ervoor non te worden. Terwijl het complex waar ze zich zou terugtrekken in aanbouw was, werd tsaar Ivan VI ten val gebracht door een staatsgreep van de keizerlijke wacht in 1741. Elizabeth besloot het kloosterleven toch niet in te gaan en accepteerde het aanbod van de Russische troon. De werkzaamheden aan het klooster werden voortgezet met haar koninklijke patronage. 

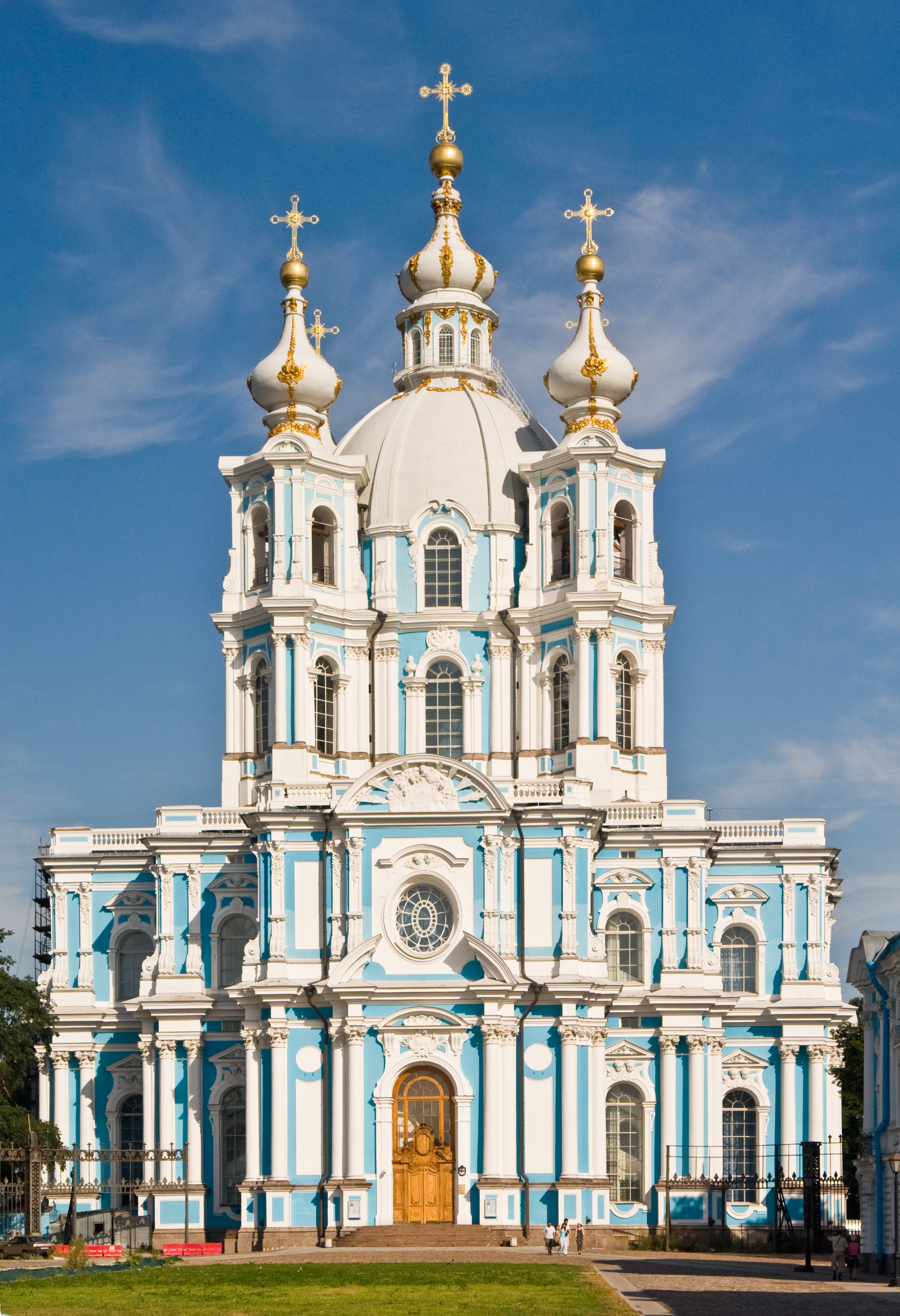
Smolny-kathedraal

De hoofdkerk van het klooster (catholicon of sobor), een blauw-wit gebouw, is een architectonisch meesterwerk van de Italiaanse architect Bartolomeo Rastrelli, die nadrukkelijk aanwezig was in Sint-Petersburg. Hij ontwierp ook het Catherinapaleis en het Peterhof en herbouwde het Winterpaleis.  
De kathedraal is het middelpunt van het klooster, gebouwd door Rastrelli tussen 1748 en 1764. Het is een voorbeeld van de Elisabethaanse barok die hij ontwikkelde, daarbij ook elementen uit de Russische traditie overnemend, zoals de vijf uivormige koepels. De geplande piramidale klokkentoren moest het hoogste gebouw van Rusland worden, maar Elizabeths dood in 1762 belette dit. 

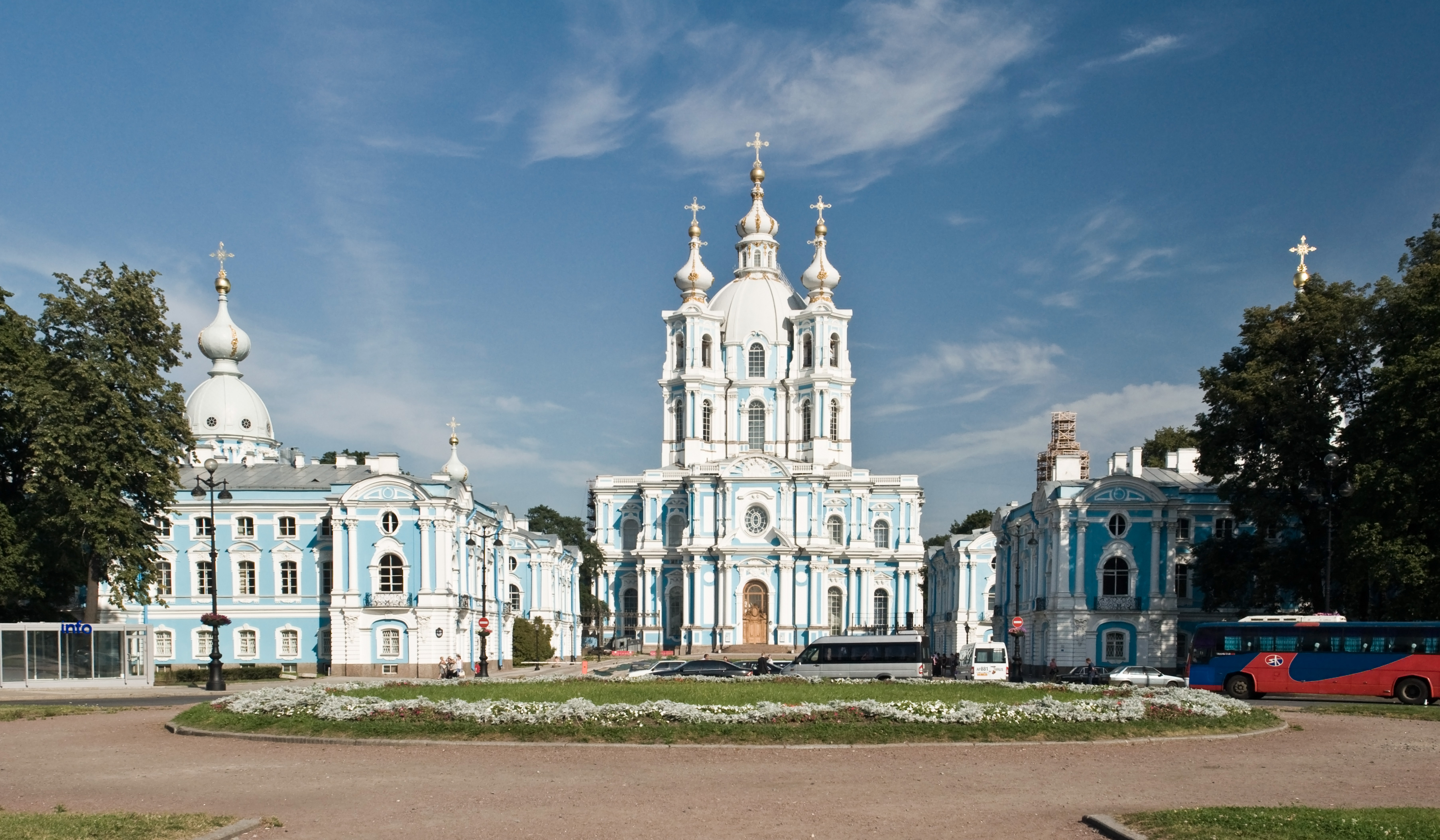
Vooraanzicht

Toen Catharina II de troon besteeg, bleek dat de nieuwe keizerin de barokstijl sterk afkeurde. De financiering die de bouw van het klooster had ondersteund, raakte snel op en Rastrelli had niet de middelen om de enorme klokkentoren en het interieur van de kathedraal te voltooien. De binnendecoratie kwam er pas in 1835. Vasili Stasov gebruikte daarvoor een neoklassieke stijl die voldeed aan de veranderde architectonische smaak. De kathedraal werd ingewijd op 22 juli 1835. Het hoofdaltaar was gewijd aan de Opstanding en de twee zijaltaren aan Maria Magdalena en de Rechtvaardige Elizabeth. 
De Sovjetautoriteiten sloten de kerk in 1923. Ze werd geplunderd en was in verval tot 1982, toen ze in gebruik werd genomen als concertzaal. In april 2015 is de Smolny-kathedraal teruggekeerd naar de Russisch-orthodoxe kerk en werd ze weer in gebruik genomen voor misvieringen. In de gebouwen rond de kathedraal bevinden zich de faculteiten sociologie, politicologie en internationale betrekkingen van de Staatsuniversiteit van Sint-Petersburg. Het nabijgelegen Smolny-instituut is vernoemd naar het klooster.